# Hunsdiecker-Kondensation
Die Hunsdiecker-Kondensation, benannt nach dem deutschen Chemiker Heinz Hunsdiecker, ist eine Namensreaktion aus dem Bereich der  organischen Chemie und wurde 1942 erstmals beschrieben. Die Hunsdiecker-Kondensation ermöglicht die Synthese von  Cyclopentenonen mittels innermolekularer Kondensation von  γ-Diketonen.

## Übersichtsreaktion
Im basischen Milieu kommt es unter Eliminierung von Wasser zu einem Cyclopentenon-Ringschluss des  γ-Diketons (auch 1,4-Diketon genannt). Die neu geknüpfte Bindung ist  blau  markiert:

## Reaktionsmechanismus
Im basischen Milieu wird ein 1,4-Diketon 1 deprotoniert, wodurch ein Carbanion 2 gebildet wird. Elektronenumlagerung ermöglicht einen Ringschluss zu Verbindung 3. Mit Wasser kommt es zur Protonierung von Verbindung 3 und anschließend durch innermolekularer Kondensation von Wasser zur Bildung des Cyclopentenons 4.